# Марлик
Марли́к — могильник на севере Ирана, расположенный в долине реки Гохарруд, впадающей в Сефидруд в провинции Гилян.
В ходе раскопок, которые проводились с 1961 по 1962 год, было вскрыто кладбище царей, которое оставалось нетронутым 3000 лет. В общей сложности было обнаружено пятьдесят три гробницы. В камерах размером от 1,5 x 1×1 м до 7 x 4,5×2,5 м были найдены несколько тысяч предметов искусства, в том числе несколько сотен выполненных из золота. Среди наиболее известных находок золотой кубок с изображением крылатых быков. В частности, было обнаружено сходство с находками из могильника Сиалк.
Грабежи и контрабанда привели к завершению исследований.

## Галерея
- Золотой кубок с изображением крылатых быков
- Золотая чаша с изображением грифона на верхней ленте. Раскопаны в Марлике, Гилян, Иран. Первая половина первого тысячелетия до н. э.
- Золотое ожерелье из трёх свастик, найденное в Марлике, датируется первым тысячелетием до н. э.